# Іст-Сонора (Каліфорнія)
Іст-Сонора (англ. East Sonora) — переписна місцевість (CDP) в США, в окрузі Туолемі штату Каліфорнія. Населення — 2431 особа (2020).

## Географія
Іст-Сонора розташований за координатами 37°58′27″ пн. ш. 120°20′17″ зх. д. / 37.97417° пн. ш. 120.33806° зх. д. (37.974304, -120.338076).  За даними Бюро перепису населення США в 2010 році переписна місцевість мала площу 6,43 км², з яких 6,41 км² — суходіл та 0,01 км² — водойми.

## Демографія
Згідно з переписом 2010 року, у переписній місцевості мешкало 2266 осіб у 1150 домогосподарствах у складі 528 родин. Густота населення становила 353 особи/км².  Було 1279 помешкань (199/км²).
Расовий склад населення:
| - 94,0 % — білих - 1,4 % — азіатів - 0,7 % — корінних американців - 0,3 % — чорних або афроамериканців - 1,5 % — осіб інших рас |

До двох чи більше рас належало 2,0 %. Частка іспаномовних становила 6,7 % від усіх жителів.
За віковим діапазоном населення розподілялося таким чином: 12,7 % — особи молодші 18 років, 44,1 % — особи у віці 18—64 років, 43,2 % — особи у віці 65 років та старші. Медіана віку мешканця становила 60,4 року. На 100 осіб жіночої статі у переписній місцевості припадало 74,7 чоловіків;  на 100 жінок у віці від 18 років та старших — 69,9 чоловіків також старших 18 років.
Середній дохід на одне домашнє господарство  становив 47 882 долари США (медіана — 40 640), а середній дохід на одну сім'ю — 67 775 доларів (медіана — 55 324). За межею бідності перебувало 11,6 % осіб, у тому числі 22,1 % дітей у віці до 18 років та 6,8 % осіб у віці 65 років та старших.
Цивільне працевлаштоване населення становило 759 осіб. Основні галузі зайнятості: транспорт — 15,7 %, будівництво — 13,4 %, освіта, охорона здоров'я та соціальна допомога — 11,2 %, науковці, спеціалісти, менеджери — 9,9 %.